# Am Querkanal 4 (Stralsund)

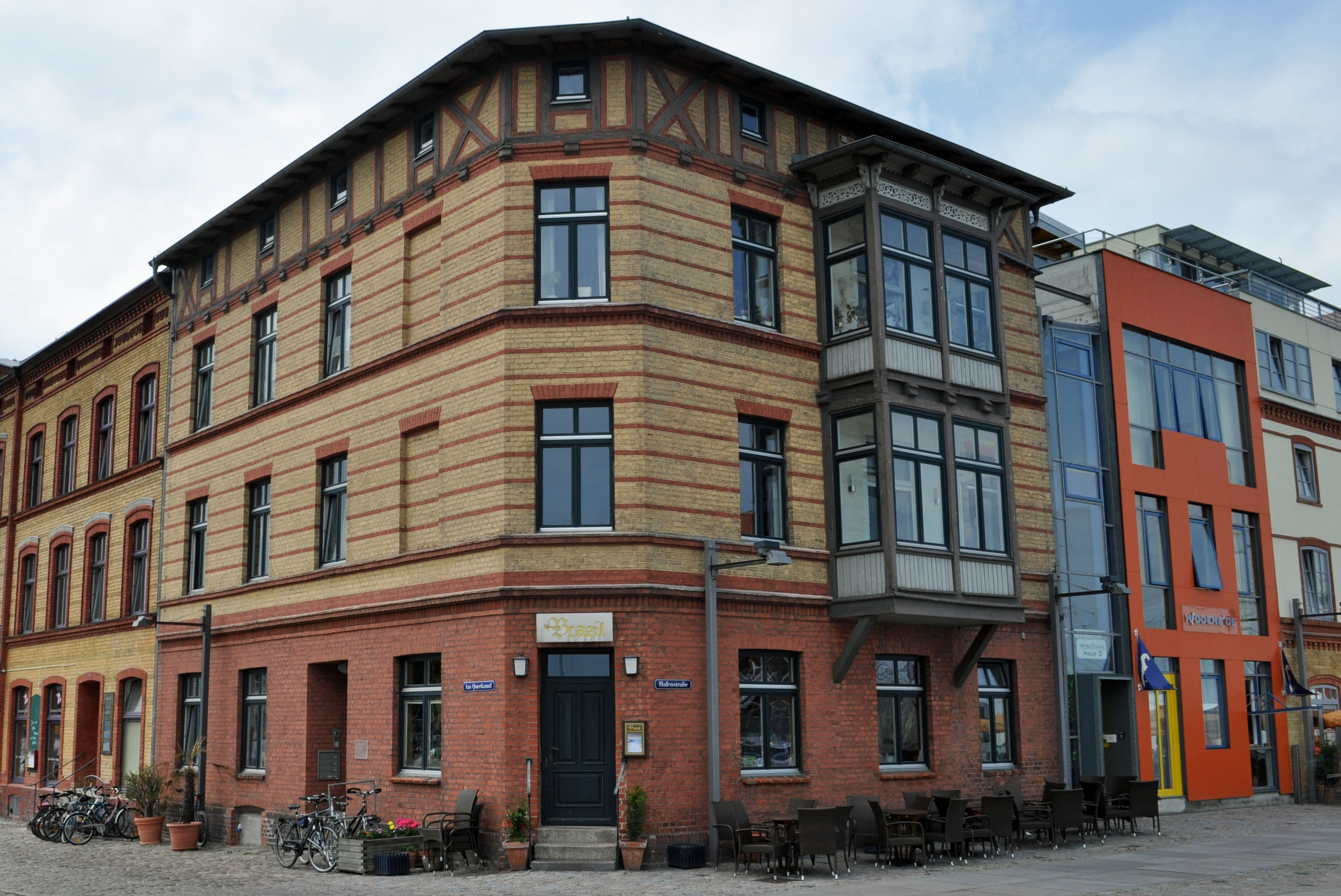
Das Haus Am Querkanal 4 in Stralsund (2012)

Das Haus mit der postalischen Adresse Am Querkanal 4 ist ein denkmalgeschütztes Gebäude in der Hansestadt Stralsund in der Straße Am Querkanal, Ecke Hafenstraße. Es bildet zusammen mit den Häusern Am Querkanal 5 und Am Querkanal 6 einen Gebäudekomplex, der den südlichen Abschluss der Bebauung der nördlichen Hafeninsel darstellt.
Das dreieinhalbgeschossige Haus wurde im Jahr 1877 errichtet. Die Fassade ist mit rotem und gelbem Backstein gegliedert und gebändert.
Die Eckachse ist abgeschrägt. Zum Hafen hin ist ein zweigeschossiger hölzerner Erker angebaut.
Das Haus liegt im Randgebiet des von der UNESCO als Weltkulturerbe anerkannten Stadtgebietes des Kulturgutes „Historische Altstädte Stralsund und Wismar“. In die Liste der Baudenkmale in Stralsund ist es mit der Nummer 27 eingetragen.